# Алексеева, Евдокия Семеновна
Евдокия Семеновна Алексеева (1877—?)— советская работница завода «Светлана», кавалер ордена Ленина (1931).

## Биография
Родилась в 1877 году в крестьянской семье. Образование получила незаконченное среднее. В 1919 году вступила в РКП(б).
Работала на заводе «Светлана». В должности контрольного мастера 16 апреля 1931 года за выполнение Первого пятилетного плана за 2,5 года награждена орденом Ленина. Стаж на тот момент составил 32 года.

## Награды
- Орден Ленина (16 апреля 1931) — за особо выдающиеся заслуги, содействовавшие выполнению пятилетнего плана в 2½ года[1]